# Рітцеров
Рітцеров (нім. Ritzerow) — громада в Німеччині, розташована в землі Мекленбург-Передня Померанія. Входить до складу району Мекленбургіше-Зенплатте. Складова частина об'єднання громад Штафенгаген.
Площа — 21,76 км2. Населення становить 377 ос. (станом на 31 грудня 2020).